# Gestion communautaire
La gestion communautaire est une forme d'approche ascendante dans laquelle la structure référente de gestion d'un sujet, d'un territoire ou d'un groupe n'est pas une autorité administrative, politique ni économique, mais la communauté locale.
Ce mode de gestion est particulièrement présent dans les sociétés traditionnelles. Fortement réduit dans les sociétés occidentales par l'avènement de l'ère industrielle, il subsiste de manière prégnante dans des pays en développements, notamment en Afrique du Nord et subsaharienne, mais aussi dans certaines zones d'Amérique du Sud ou d'Océanie.
Dans le cadre du réchauffement climatique et des nombreuses conséquences sur l'écosystème qui l'accompagnent ou en découlent, ces pratiques sont étudiées et souvent encouragées par des organisations de coopération et de développement.

## Définition et historiographie
La définition de la communauté est récente et fait débat chez les sociologues. Certains y voient un concept archaïque lié à des structures dépassées, d'autres la nostalgie d'une structure passée sans existence ancienne prouvée dans son fonctionnement. Les sociologues de l'école de Chicago que les sociétés modernes échouaient à reproduire le degré d'intégration sociale des sociétés traditionnelles. Dans cette acception, les laissés-pour-compte de la société en délitement formaient, toujours selon ces études, des aires morales dont les règles étaient alors redéfinies par le groupe ; de leur côté, les populations dotées d'un sens réformateur constituaient les noyaux de formation de communautés ayant pour but l'autogestion ou à résistance à une oppression extérieure. Toutefois, les théories sociales radicales déployées lors du New Deal puis après la Seconde Guerre mondiale combattent fortement ces communautés au nom d'une modernité rassemblant toute la société, et dans la crainte que ces structures locales ne véhiculent des messages de xénophobie et de fermeture.
Lors des années 1980, l'utopie moderniste ayant été battue en brèche par le tournant libéraliste, les sociologues s'intéressent à nouveau, et initialement à contrecœur, aux communautés. Celles-ci sont désormais perçues dans une double optique conservatrice et radicale, où l'identité commune émerge d'abord du simple fait d'« être ensemble » dans une coexistence constamment recherchée.

## Historique

### Disparition de la cellule communautaire traditionnelle dans le cadre de l'État moderne
Le mode traditionnel de relation de l'être humain à son écosystème environnant est battu en brèche lors de l'ère industrielle par l'imposition de modes de gestion occidentaux inspirés de principes scientifiques et rejetant les principes et les modes d'être autochtones et traditionnels. Non seulement ces modes de gestion rationalisants aboutissent à une catastrophe écologique et sociale, mais leur imposition rend caduque la remise en place même tardive des modes autrefois utilisés, rendus inopérants notamment par l’accroissement démographique, la dégradation des conditions climatiques et de nombreux facteurs sociaux.
Conséquemment au nouveau paradigme proposé par le cadre de pensée occidental, la solidarité ontologique de la cellule traditionnelle est en effet réduite à néant, les populations attendant leur secours d'une entité extérieure et non de la communauté. De plus, du fait de l'absence de cette solidarité, les habitants sont souvent plus conscients de leurs manques de moyens et de connaissance que de leurs atouts potentiels,.

### Tentative de restauration
Dans certaines politiques spécifiques, notamment la lutte contre la pauvreté et l'exclusion, la sphère politique cherche à mobiliser les communautés locales depuis les années 1920, notamment aux États-Unis. Mais c'est surtout, en Occident, à partir de la crise de l'État-providence qu'un vide organisationnel apparaît et pourrait recouvrir potentiellement le champ de la mobilisation communautaire.
Dès le Sommet de la Terre tenu à Rio de Janeiro en 1992, la communauté internationale insiste sur une gouvernance locale, mais sans se limiter à son aspect territorial et en recommandant au contraire le partenariat décisionnel entre gouvernants et communautés locales ainsi que l'implication communautaire. Cette forme de gouvernance locale permet en effet de prendre en compte les principes écologiques propres au milieu dans une approche holistique. Cette approche est le fruit d'une perception des milieux protégés accumulée non seulement à travers le rapport des populations à ces milieux, mais également par l’expérimentation individuelle ou commune. Elle débouche nécessairement sur une diversité de modèles mais ayant tous en commun un cadre conceptuel qui dépasse les aspects purement techniques,.
Le socle commun de ce cadre conceptuel comporte une approche holistique et transversale, la participation publique et le développement de partenariats.

## Cadre pratique

### La constitution d'une organisation associative locale
La dislocation des structures et des gestions traditionnelles sous l'influence de la civilisation techno-industrielle fait apparaître un vide dans la chaîne décisionnelle et de mise en œuvre du rapport entre l'Homme et la nature. Ce vide entre les structures locales subsistantes ou en refondation et les structures gouvernementales, en particulière étatiques, est à l'origine de l'échec de nombreuses politiques. Les causes immédiates d'échec sont ainsi par exemple l'inefficacité ou l'inadéquation législative, l'impunité d'acteurs transgressifs, la pollution, la dégradation de l’environnement, l'absence de connaissance des ressources, la perte de repères pour les communautés locales.
Le vide créé par le désengagement de l'État et une tendance à la décentralisation ne résulte quasiment jamais en un relais assuré par les mécanismes de régulation privée. Des modalités associatives de prise en main de l'organisation de ces tâches doivent émerger, souvent dans un cadre flou.
Dans les pays où un cadre pratique est parvenu à être mis en place, ce changement paradigmatique a pris des décennies, comme dans la gestion de l'eau en Tunisie et au Maroc, où respectivement des groupements d’intérêt collectif  et des associations d’usagers de l’eau agricole ont été créés selon un modèle associatif. Ce cadre associatif est si fondamental qu'il devient une condition nécessaire au financement extérieur de la part de nombreux organismes.

### De possibles aides extérieures
Les vides présents dans la chaîne décisionnelle peuvent, dans des cas favorables, être compensés par l'action des organisations non gouvernementales, mais ces dernières, bien qu'indispensables, ne sont pas en mesure de combler la carence de gouvernement. Toutefois, elles se considèrent comme pionnières, en particulier en matière de conservation des ressources et dans leur capacité de réseautage  local et international. Une des difficultés auxquelles elles font face est souvent le manque de soutien, voire l'entrave à leur action, qui découle des politiques et inerties nationales.

### Un cadre réglementaire
Elinor Ostrom a travaillé durant toute sa carrière sur les biens communs. Elle définit par exemple les principes organisationnels de conception permettant la création d'un système d'irrigation autogéré et durable. Son analyse en fait émerger huit, définissant notamment la formulation et la définition de règles qui précisent les droits et les devoirs de chacun des membres association créée en ce but, ainsi que les sanctions visant les contrevenants.
Toutefois, en l'absence d'un cadre règlementaire institutionnalisant le transfert de compétences, d'autorité et de moyens à la communauté locale, la réforme souhaitée et nécessaire est non seulement inopérante mais contre-productive, où le rôle médiateur qu'entend jouer l'État risque fortement d'interférer de manière négative dans la capacité de la communauté locale à fonder des partenariats optimisant sa relation à son écosystème.